# Retraction Watch
Retraction Watch est un blogue qui analyse les rétractations d'articles scientifiques et commente des sujets liés à l'intégrité scientifique. Le blog a été lancé en août 2010 et est produit par les écrivains scientifiques Ivan Oransky (vice-président, Editorial Medscape) et Adam Marcus (rédacteur en chef de Gastroenterology & Endoscopy News),.

## Objet
Oransky et Marcus ont lancé ce blog afin d'augmenter la transparence du processus de rétractation de documents, après avoir observé que ces rétractations ne  sont généralement pas annoncées, et que les raisons du retrait ne sont pas publiées. Une conséquence de ces pratiques est que d'autres chercheurs, ou le public, peuvent ne pas être au courant de la rétractation, et prendre des décisions basées sur des résultats invalidés. Oransky donne l'exemple d'un article publié dans le journal Proceedings of the National Academy of Sciences, sur un traitement de certains types de cancers du sein ; la rétractation de l'article n'ayant pas été signalée dans les médias qui avaient rendu compte de ses conclusions avant qu'il ne soit rétracté, une entreprise avait été créée pour exploiter la prétendue découverte.
Les auteurs du blog soutiennent que les rétractations témoignent de la façon dont la science s'auto-corrige, mais peuvent aussi permettre de déceler des cas de fraude scientifique. Ils disent qu'en tant que journalistes scientifiques, ils ont « trouvé que les rétractations étaient la source de belles histoires qui en disent long sur la manière dont la science est menée ».

## Impact
Retraction Watch a montré que les rétractations sont plus fréquentes qu'on ne le pensait. Lorsque Retraction Watch a été lancé, Marcus « se demandait s'ils auraient assez de matériel », estimant à environ 80 le nombre de documents retirés chaque année. Cependant, dans sa première année, le blog a décrit environ 200 rétractations[réf. nécessaire]. En janvier 2020, la base de données Retraction Watch contenait 21 792 signalements.
Des journaux tels que Nature, The Washington Post , The New York Times et The Guardian ont décrit positivement le travail de Retraction Watch.

## Financement
Le blog est financé par diverses sources, notamment des dons et des subventions. Ils ont reçu des subventions de la Fondation John D. et Catherine T. MacArthur, de la Helmsley Charitable Trust et de la Fondation Laura et John Arnold. La base de données des rétractations a été financée par une subvention de 400 000 dollars de la Fondation MacArthur reçue en 2015,. Un partenariat avec le Center for Open Science, également financé par la Fondation Laura et John Arnold, a permis de créer une base de données sur les rétractations du Open Science Framework.

## Voir également
- Crise de la reproductibilité
- Center for Open Science
- PubPeer